# ペンタくん
株式会社ペンタくん (英称：PENTAKUN Co.,Ltd. ) は、東京都多摩市に本社を置く、外壁や屋根の塗装と住宅リフォームの施工を主体に請け負う企業。旧社名は滋賀丸石自転車工業→丸石サイクル。

## 概要
法人格としては、旧丸石自転車の製造子会社として滋賀県に設立された「滋賀丸石自転車工業」にルーツを持つ。その後丸石自転車の経営破綻に伴い、2004年にサンライズ・テクノロジーの支援のもとに同社の営業譲渡を受け、社名を「丸石サイクル」に変更した（詳細は丸石サイクルを参照）。
2006年に丸石サイクルの自転車事業を中国企業が買収することになり、一時は法人格だけが残った状態となるが、当時サンライズ・テクノロジーと関係の深かったロータス投資事業組合が経営に関与しており経営危機に陥っていたペイントハウスから塗装事業の営業譲渡を受けることで、住宅リフォーム事業を主体とした企業として再出発し、現在に至っている。現社名の「ペンタくん」は、かつてペイントハウスが使っていたマスコットキャラクターの名前に由来しており、キャラ自体も引き続き同社HP等で使用されている。